# Leonida Bietti
Leonida Bietti (Viterbo, 11 maggio 1899 – ...) è stato un calciatore italiano, di ruolo difensore.

## Carriera
Nella stagione 1919-1920 gioca 6 partite in Promozione (la seconda serie dell'epoca) con la maglia della Reggiana, club fondato nel 1919 e che in quell'anno disputava il primo campionato ufficiale della sua storia. L'anno successivo gioca invece in Prima Categoria (la massima serie dell'epoca), scendendo in campo in altre 6 occasioni. Nella stagione 1922-1923 gioca invece altre 9 partite in seconda serie, per poi lasciare definitivamente la Reggiana a fine campionato.